# Пекински метрополитен
Пекинският метрополитен (на китайски: 北京地铁 или Běijīng Dìtiě) е метросистемата в град Пекин, столицата на Китайската народна република.
До 2010 година са изградени 10 линии и трасе от 300 km. До 2015 година са изградени 12 линии с обща дължина над 500 km.
Линия 1 30.44 km 3 станции (Identification Color: red)
Линия 2 23.01 km 18 станции (Identification Color: dark blue)
Линия 4 28.14 km 24 станции (Identification Color: steel blue)
Линия 5 27.6 km 23 станции (Identification Color: mauve)
Линия 6 54 km 28 станции (Identification Color: brown)
Линия 7 24 km 21 станции (Identification Color: buff)
Линия 8 35 станции (Identification Color: forest green)
Линия 9 16.5 km 13 станции (Identification Color: lime green)
Линия 10 45 станции (Identification Color: sky blue)
Линия 13 40.5 km 16 станции (Identification Color: yellow)
Линия 14 47 km 37 станции (Identification Color: dark pink) 2014
Линия 15 41 km 20 станции (Identification Color: brown yellow) 2015